# Løding
Løding este o localitate din comuna Bodø, provincia Nordland, Norvegia, cu o suprafață de 1,25 km² și o populație de 2.992 locuitori (2013).